# ジェニファー・フォーウッド (第11代アーリントン女男爵)
第11代アーリントン女男爵ジェニファー・ジェーン・フォーウッド（英語: Jennifer Jane Forwood, 11th Baroness Arlington、1939年5月7日 - ）は、イギリスの貴族。1999年にアーリントン男爵位を回復した。

## 経歴
イギリス陸軍軍人ジョン・ネルソン（John Nelson、1912年 - 1993年）とマーガレット・ジェーン・フィッツロイ（Margaret Jane Fitzroy、1916年 - 1994年）との長女として生まれた。母マーガレットは第8代グラフトン公アルフレッド・フィッツロイの孫で第9代グラフトン公ジョン・フィッツロイの妹であった。
ダウナム女学院に学んだのち、1964年にフォーウッド準男爵家出身のロドニー・フォーウッドと結婚した。
彼女は母がグラフトン公爵家令嬢であるため、停止中の爵位であるアーリントン伯爵、セットフォード子爵及びアーリントン男爵の共同推定相続人の1人であった。そこで、ジェニファーは爵位回復の請願(claim)を行った結果、1999年4月28日にアーリントン男爵のみ彼女に帰属する旨の決定がなされた。このため決定と同時に貴族院の議席を得て、同年の貴族院法施行まで貴族院議員を務めている。
2020年現在も、彼女が爵位を帯びている。

## 家族
1964年12月8日にロドニー・サイモン・ダドリー・フォーウッド（1940年9月24日 - 1999年、第3代準男爵サー・ダドリー・フォーウッドの次男）と結婚して、以下の子息をもうけた。
- パトリック・ジョン・ダドリー・フォーウッド閣下（1967年4月23日 - ） - 爵位の法定推定相続人
- ジェームズ・ローランド・ネルソン・フォーウッド閣下（1969年3月16日 - ）

### 註釈
1. ↑  アーリントン伯爵を始めとする3つの爵位は、第9代グラフトン公爵ジョン・フィッツロイの死去に際して、彼の2人の妹の間で優劣がつかず停止状態に陥った。その上の妹の長女がジェニファーであり、その爵位相続分（1/4）を保持していたため、請願に踏み切った。
なお、彼女の妹（1/4）及び叔母（1/2）が爵位の共同推定相続人である。